# Растоваць Будацький
45°22′ пн. ш. 15°35′ сх. д. / 45.36° пн. ш. 15.58° сх. д.
Растоваць Будацький (хорв. Rastovac Budački) — населений пункт у Хорватії, в Карловацькій жупанії у складі громади Крняк.

## Населення
Населення за даними перепису 2011 року становило 13 осіб.
Динаміка чисельності населення поселення: